# فردریک گارنیه
فردریک گارنیه (فرانسوی: Frédéric Garnier‎؛ زادهٔ ۱۱ مارس ۱۹۶۴) دوچرخه‌سوار اهل فرانسه است.